# سرمين بالق
سَرمين بالِق (بالتركية: Sermin Balık)‏, (ولد: 7 فبراير 1972, في طُنْجَلي, تركيا) سياسية تركية. ونائب سابق في البرلمان التركي في دورته (24) ممثلة عن حزب العدالة والتنمية.